# سیارک ۸۱۹۴
سیارک ۸۱۹۴ (به انگلیسی: 8194 Satake، نامگذاری:1993SB1) هشت هزار و صد و نود و چهارمین سیارک کشف شده‌است که در ۱۶ سپتامبر ۱۹۹۳ کشف شد.
قدر مطلق سیارک برابر ۱۳٫۱۰ است.